# Willi Sinnecker
Willi Sinnecker (* 7. Oktober 1924 in Tilsit, Ostpreußen; † 30. November 1988) war ein deutscher Politiker der SPD.

## Ausbildung und Beruf
Willi Sinnecker besuchte die Volksschule und arbeitete später als Vermessungstechniker. Von 1942 bis 1945 war er im Kriegsdienst. Nach Kriegsende belegte er ein Studium an der Ingenieurschule Hamburg; 1947 wurde er Ingenieur. Von 1950 bis 1963 war er als Beamter des gehobenen technischen Dienstes tätig. Ab 1963 war er selbständiger Ingenieur. 1965 erfolgte die Hochschulreifeprüfung in Hamburg und im Anschluss studierte er Geodäsie an der Universität Bonn.

## Politik
Willi Sinnecker war von 1952 bis 1957 Mitglied der Gesamtdeutschen Volkspartei (GVP) und von 1957 bis 1977 Mitglied der SPD. Er fungierte als Vorsitzender des Unterbezirks Krefeld und war Mitglied des Bezirksvorstandes Niederrhein sowie Mitglied des Landesausschusses NW. Der ÖTV trat er 1950 bei. Als Ratsherr der Stadt Krefeld war er ab März 1970 tätig.
Willi Sinnecker war vom 25. Juli 1966 bis zum 27. Mai 1975 Mitglied des 6. und 7. Landtages von Nordrhein-Westfalen. In den 6. Landtag wurde er für den Wahlkreis 038 Krefeld II direkt gewählt. In den 7. Landtag zog er über die Landesliste ein.
Im Juni 1977 beteiligte sich Sinnecker an der Gründung der Sozialen Demokratischen Union (SDU).